# Salvador Bécquer Puig
Salvador Bécquer Puig (Montevideo, 9 de enero de 1939 - Montevideo, 3 de marzo de 2009) fue un poeta y periodista uruguayo.

## Biografía
Entre 1967 y 1968 se desempeñó como crítico literario del semanario Marcha. Asimismo ofició de corresponsal de las agencias de noticias Reuters entre 1976 y 1982 y ANSA entre 1982 hasta 2004. Entre 1974 y 1985 integró el equipo de CX 30 La Radio, fue su voz institucional, condujo programas periodísticos, y animó a un equipo de profesionales que resistieron contra la dictadura cívico-militar uruguaya desde su trabajo diario.
En 1987 participó del Congreso de Escritores Iberoamericanos realizado en Israel.
Como poeta recibió distintos galardones, entre los que se cuentan el premio Bartolomé Hidalgo en 1993, por el libro Si tuviera que apostar, y el Premio «Juan José Morosoli»' en 2000, por su obra literaria. En el año 2001 recibió el primer premio de Poesía en la categoría inéditos otorgado por el Ministerio de Educación y Cultura por su libro Falso testimonio.
Varios de sus poemas han sido incluidos en antologías publicadas en países como España, Francia, Brasil y Canadá.
Compartió con el cantautor Alfredo Zitarrosa los estudios de CX 14 El Espectador en la segunda mitad de los años 60, como locutores e informativistas.

## Obras
- La luz entre nosotros (Alfa, 1963)
- Apalabrar (Arca, 1980, prólogo de Eduardo Milán)
- Lugar a dudas (Arca, 1984)
- Si tuviera que apostar (1992)
- Por así decirlo (Cal y Canto, 2000)
- En un lugar o en otro (Cal y Canto, 2003)
- Escritorio (2006)